# 扁平上皮乳頭腫
扁平上皮乳頭腫（へんぺいじょうひにゅうとうしゅ、英：squamous cell papilloma）は一般に良性の乳頭腫で、皮膚、口唇、口腔、舌、咽頭、喉頭、食道、子宮頸部、膣または肛門管の層状扁平上皮から発生する。扁平上皮乳頭腫は一般にヒトパピローマウイルス（HPV）に関連しているが、原因不明の場合もある。

## 型

### 口腔扁平上皮乳頭腫
口腔または咽頭の扁平上皮乳頭腫は、一般に30～50歳で診断され、通常は頬の内側、舌、唇の内側に発生する。口腔乳頭腫は通常は痛みがなく、食事への支障や痛みがない限り治療されない。一般に、悪性腫瘍に変異することはなく、通常、成長や転移などはない。口腔乳頭腫は通常はHPV-6型およびHPV-11型に感染した結果発生する。

### 結膜扁平上皮乳頭腫
通常、結膜扁平上皮乳頭腫は小児または若年層にみられるが、一般的な原因は出産時に母親から子供にウイルスが感染することである。

## 診断
カリフラワー様の外観を有するexophyticの腫瘤が認められる。病変は白色、赤色または正常色である。無柄または有茎性の腫瘤が認められる。

病理組織学的には、典型的に乳頭腫症の突起および・または異形成を示す。

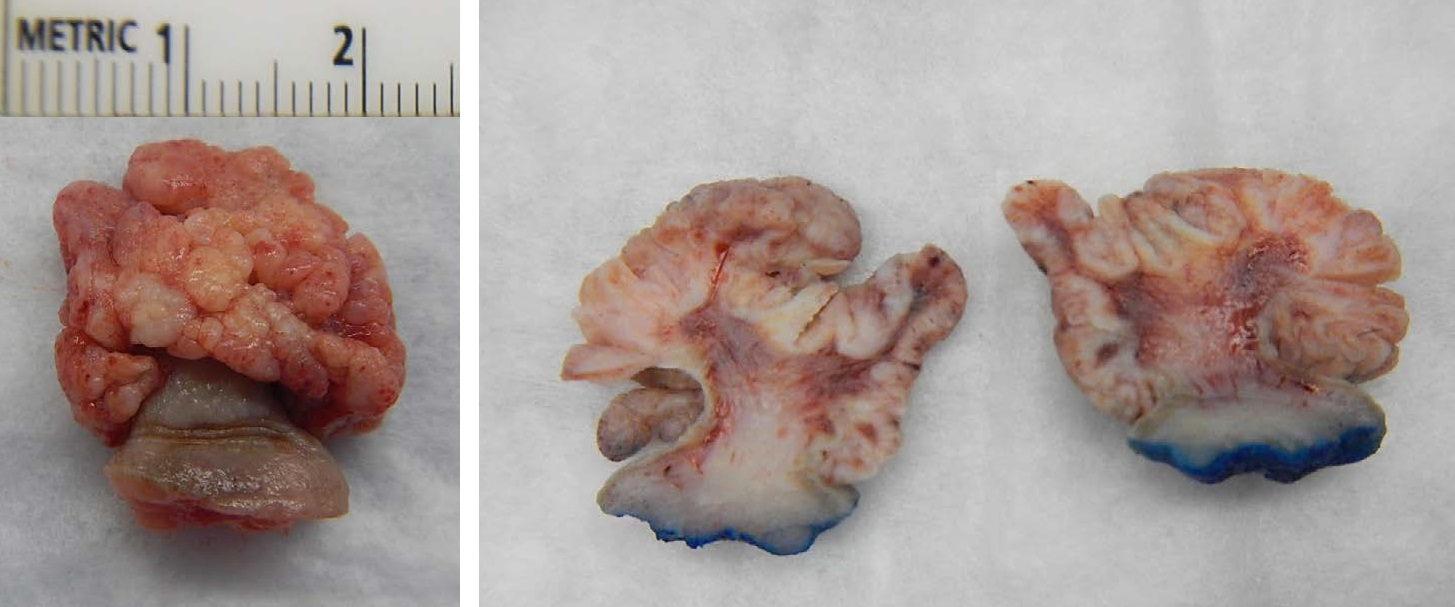
大型扁平上皮乳頭腫の肉眼病理所見
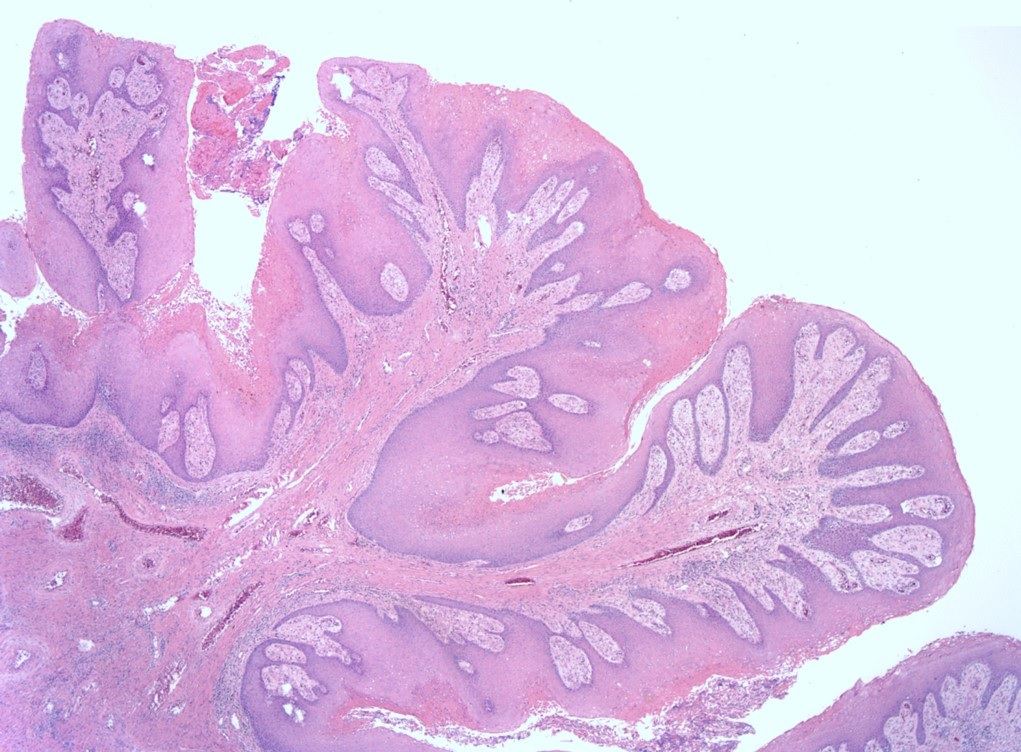
同じ乳頭腫の病理組織像

## 治療
ほとんどの症例は治療を必要としないが、凍結治療、サリチル酸の塗布、外科的摘出、レーザー切除などの治療法がある。